# Đường Đồng Khởi
Đường Đồng Khởi is een weg in Ho Chi Minhstad, de grootste stad van Vietnam.
De weg bevindt zich in in Quận 1, het financieel centrum van de stad, en is 630m lang. De grondprijzen zijn ongeveer 1 miljard Dong per m². Dit komt neer op ruim 33.000 euro per vierkante meter. Dit maakt de straat een van de duurste straten van Ho Chi Minhstad.
De straat kenmerkt zich door grote en luxe gebouwen. Zowel oude imposante koloniale bouwwerken als moderne kantoorgebouwen, luxe winkels en winkelcentra en hotels. Bekende gebouwen aan de weg zijn onder andere de Opera van Ho Chi Minhstad en de Basiliek van Notre-Dame. De weg loopt vanaf het plein waar deze basiliek op staat, tot aan de oever van de rivier Sài Gòn.